# Thomas Crean
Vous lisez un « bon article » labellisé en 2018.
Pour les articles homonymes, voir Tom Crean (homonymie) et Crean.
Thomas Crean dit Tom Crean, né le 20 juillet 1877 à Annascaul et mort le 27 juillet 1938 à Cork, est un marin et explorateur irlandais. Il est surtout connu pour ses explorations polaires et antarctiques.
Tom Crean a pris part à trois des quatre principales expéditions britanniques en Antarctique qui se sont déroulées au cours de l'« âge héroïque de l'exploration en Antarctique ». Parmi celles-ci, deux étaient celles conduites par Robert Falcon Scott, qui avait pour but — parmi d'autres buts purement scientifiques — d'atteindre le pôle Sud : l'expédition Discovery (1901-1904) et l'expédition Terra Nova (1911-1913). Sa participation aux trois expéditions lui vaut d'être décoré à trois reprises de la médaille polaire (1904, 1913 et 1916). Après sa carrière navale, et à l'issue de la Première Guerre mondiale à laquelle il participe, il prend sa retraite en 1920, dans sa ville natale, où il vit jusqu'à sa mort en 1938.

## Biographie

### Jeunesse et carrière
Thomas Crean est né le 20 juillet 1877, dans la région agricole de Gurtuchrane, près de la ville d'Annascaul, dans le comté de Kerry, en Irlande. Crean est l'un des dix enfants de la famille de Patrick Crean et Catherine Courtney, ses parents. Il étudie à l'école catholique locale de Brackluin, qu'il quitte à douze ans pour travailler dans la ferme familiale. À l'âge de quinze ans, Crean s'enrôle dans la Royal Navy, probablement après une dispute avec son père. Faute du consentement de ses parents, il a probablement dû mentir au sujet de son âge lors de son enrôlement, en juillet 1893, dix jours avant son 16e anniversaire. Il figure dans les registres de la Royal Navy comme « mousse de 2e classe » (ordinary seaman).
Son apprentissage naval s'effectue à bord du bateau d'entraînement, le HMS Impregnable, rattaché à Devonport. En novembre 1894, il est transféré sur le HMS Devastation. À dix-huit ans, en 1895, Crean est « matelot breveté » (ordinary seaman) reconnu, servant sur le HMS Royal Arthur. Moins d'un an après, il sert sur le HMS Wild Swan, en tant que « quartier-maître » (able seaman), et sert également sur le bateau-école torpilleur HMS Defiance. En 1899, Crean est élevé au rang de second-maître (petty officer, second class), servant sur le HMS Vivid. En février 1900, Crean est en poste sur le vaisseau torpilleur HMS Ringarooma, faisant partie de la flotte de la Royal Navy basée au sud de la Nouvelle-Zélande. Le 18 décembre 1901, il est rétrogradé du grade de second-maître à celui de quartier-maître pour un fait inconnu.
En décembre 1901, le Ringarooma est envoyé pour aider l'expédition de Robert Falcon Scott, alors qu'il mouille à Lyttelton, en Nouvelle-Zélande, l'un de ses derniers arrêts avant l'embarquement avec l'expédition Discovery. Un officier de l'expédition de Scott ayant abandonné l'équipage, Crean se porte volontaire pour le remplacer.

### Expédition Discovery

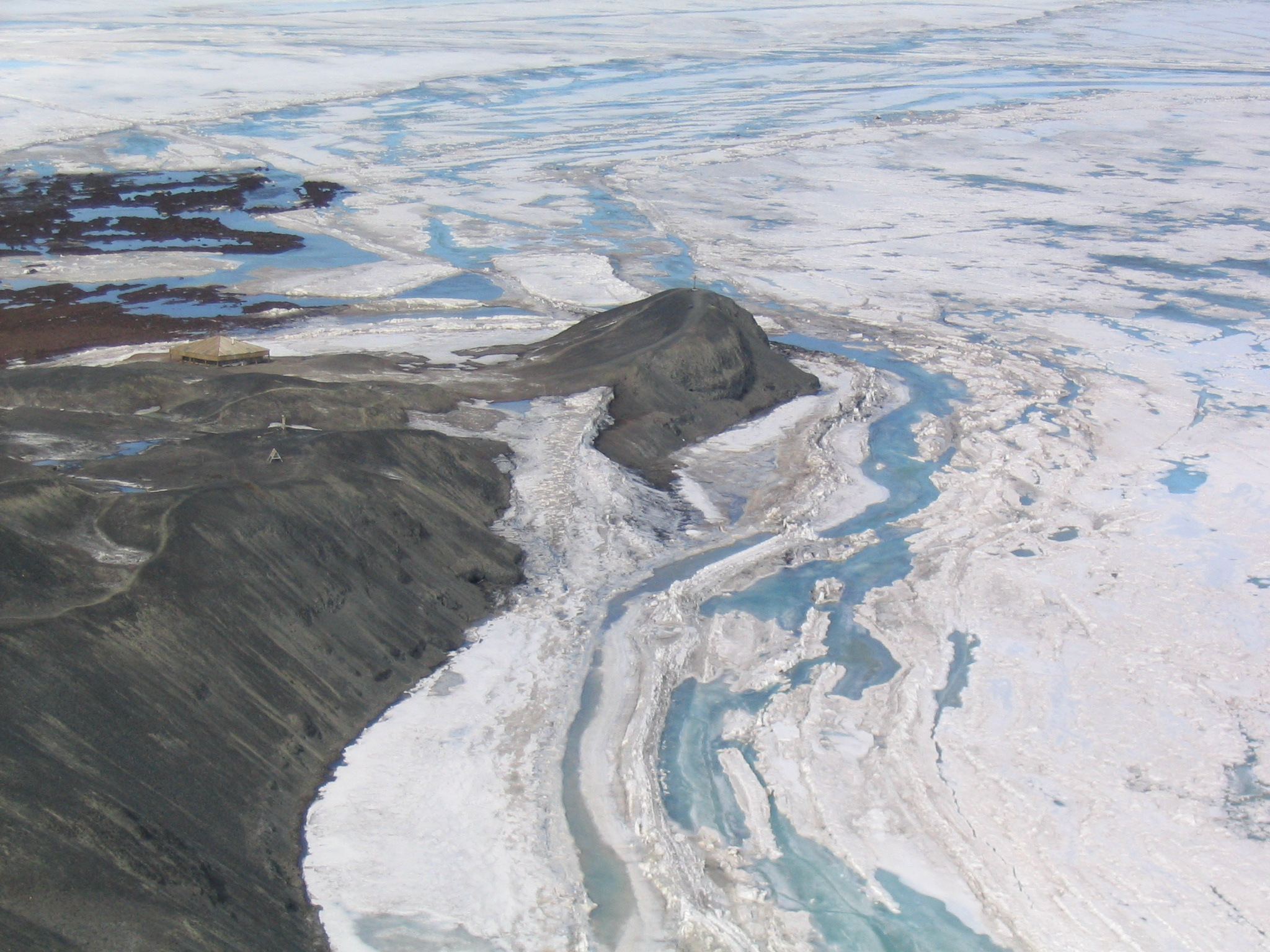
Vue aérienne de Hut Point, sur le détroit de McMurdo en Antarctique. Ce site est choisi pour abriter la base de l'expédition Discovery.

L'équipage du capitaine Scott qu'a rejoint Crean quitte le port Chalmers, en Nouvelle-Zélande, le 21 décembre 1901, en direction de l'Antarctique, à bord du RRS Discovery. Le navire accoste dans le détroit de McMurdo le 8 février 1902, à un endroit dénommé Hut Point. L'équipage y établit ses quartiers d'hiver, avant de commencer ses explorations scientifiques. Crean est bientôt reconnu comme l'un des hommes les plus endurants en traction humaine. En effet, seulement sept membres passent plus de temps à tracter que lui — 149 jours — sur les 48 engagés. Crean a le sens de l'humour et est apprécié par ses compagnons. Le second du capitaine Scott, Albert Armitage, écrit plus tard dans son livre Two Years in the Antarctic (« Deux ans en Antarctique »), que « Crean était un Irlandais au caractère bien trempé que rien ne perturbe ».
Crean accompagne le lieutenant Michael Barne à trois reprises à travers la barrière de Ross, alors connue sous le nom de « Grande Barrière de glace ». Emmenant avec eux douze hommes dirigés par Barne, ils se mettent en route le 30 octobre 1902, parallèlement à l'expédition entreprise par le capitaine Scott, Shackleton et Edward Adrian Wilson. Le 11 novembre, l'équipe de Barne dépasse le Farthest South atteint précédemment par Carsten Borchgrevink à 78° 50' S pendant l'expédition Southern Cross en 1900, un record qu'ils détiennent brièvement avant que l'autre équipe ne dépasse elle-même le degré 82° 17' S,.
Durant l'hiver 1902, le Discovery est pris par les glaces. Les efforts entrepris pour l'en dégager pendant l'été 1902-1903 ayant échoué, la plupart des hommes, parmi lesquels Crean, restent sur le continent Antarctique jusqu'à ce que le bateau soit finalement libéré en février 1904. Après le retour à la civilisation, Crean est promu au grade de Maître (petty officer first class) sur recommandation du capitaine Scott.

### Après l'expédition Discovery
Crean reprend son service à la base navale de Chatham, dans le Kent, servant sur le HMS Pembroke en 1904, puis il est transféré sur le navire-école torpilleur HMS Vernon. En 1906, Scott lui demande de le rejoindre sur le HMS Victorious. Les années suivantes, Crean suit Scott successivement sur le HMS Albemarle, le HMS Essex et le HMS Bulwark.
Entre 1907 et 1910, Scott entame ses préparatifs pour sa prochaine expédition polaire en Antarctique, dans un contexte où en 1909, un autre explorateur anglo-irlandais, Ernest Shackleton, dépasse le record du Farthest South détenu par Scott lors de l'expédition Nimrod, sans toutefois parvenir à atteindre le pôle Sud. En 1910, Scott invite officiellement Crean, qui est l'un des rares marins à avoir une expérience polaire, à se joindre à son expédition, proposition que celui-ci accepte en avril.

### Expédition Terra Nova

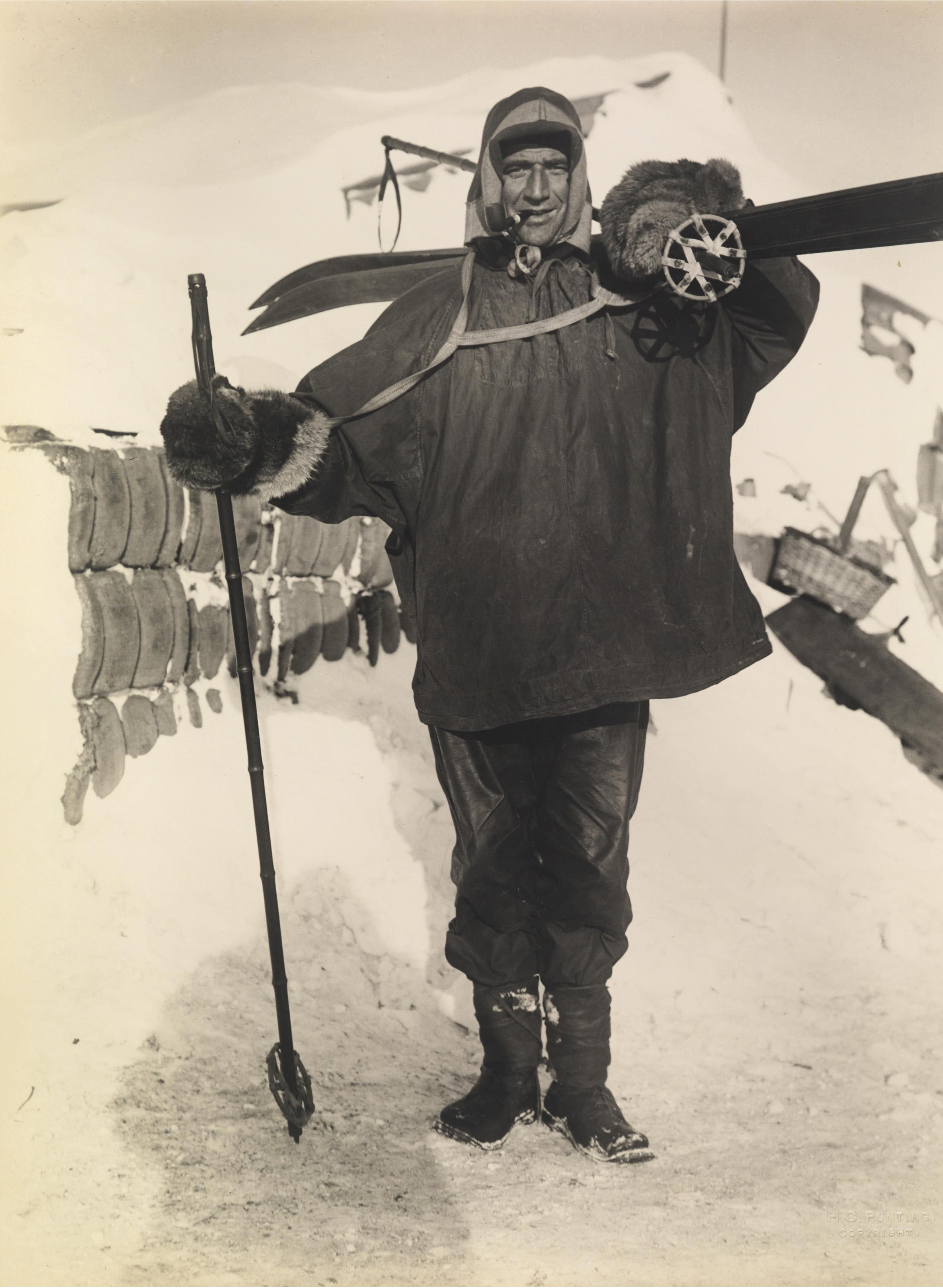
Tom Crean chaudement habillé lors de l'expédition Terra Nova, photographie de Herbert Ponting.

Crean compte parmi les premières personnes que Scott a recrutées pour l'expédition Terra Nova. À la tête d'une équipe de treize hommes, il parvient à rejoindre le One Ton Depot, distant de 210 kilomètres au-delà de la péninsule de Hut Point. Le One Ton Depot est ainsi appelé en raison des réserves de nourriture et d'équipement cachées là, en prévision du retour. Sur le chemin du retour, via le cap Evans, Crean, en compagnie d'Apsley Cherry-Garrard et du lieutenant Henry Robertson Bowers, campent sur une mer de glace instable. Pendant la nuit, la glace se fend, laissant les hommes à la dérive sur la banquise, séparés de leurs traîneaux. Crean propose alors de tenter un passage, en passant d'un bloc de banquise au suivant, afin de rejoindre le camp de base pour aller chercher de l'aide.
Crean fait à nouveau partie de l'équipage de Scott lors de sa troisième tentative pour rejoindre le pôle Sud. Ce voyage comporte trois étapes : 640 kilomètres à travers la barrière de Ross, 190 kilomètres en montée vers le glacier Beardmore situé à une altitude des 3 000 mètres, puis les 560 kilomètres restant vers le pôle. Trois hommes constituent le dernier groupe qui accompagne Scott lors de la montée du glacier jusqu'au plateau Antarctique, à 87° 32' S, à 270 kilomètres du pôle Sud : il s'agit de William Lashly, du lieutenant Edward Evans et de Crean. Le 4 janvier 1912, Scott, Edgar Evans, Wilson, Bowers et Lawrence Oates poursuivent vers le pôle, tandis que le groupe auquel appartient Crean doit entamer le retour, long de 1 200 kilomètres, vers Hut Point, sans aller jusqu'au pôle.
Le biographe Michael Smith estime que Crean aurait été un meilleur choix pour le groupe final, en remplacement d'Edgar Evans, qui est affaibli par une récente blessure à la main. Crean avait manifesté sa résistance en plusieurs occasions, durant l'expédition : il avait conduit un poney sur la barrière, et avait assumé la tâche difficile du halage jusqu'au pied du glacier Beardmore. Le biographe de Scott, Roland Huntford indique que le chirurgien Edward Atkinson, qui accompagne l'équipe au sud jusqu'au glacier de Beardmore, a recommandé Lashly ou Crean pour le groupe final, plutôt qu'Evans.

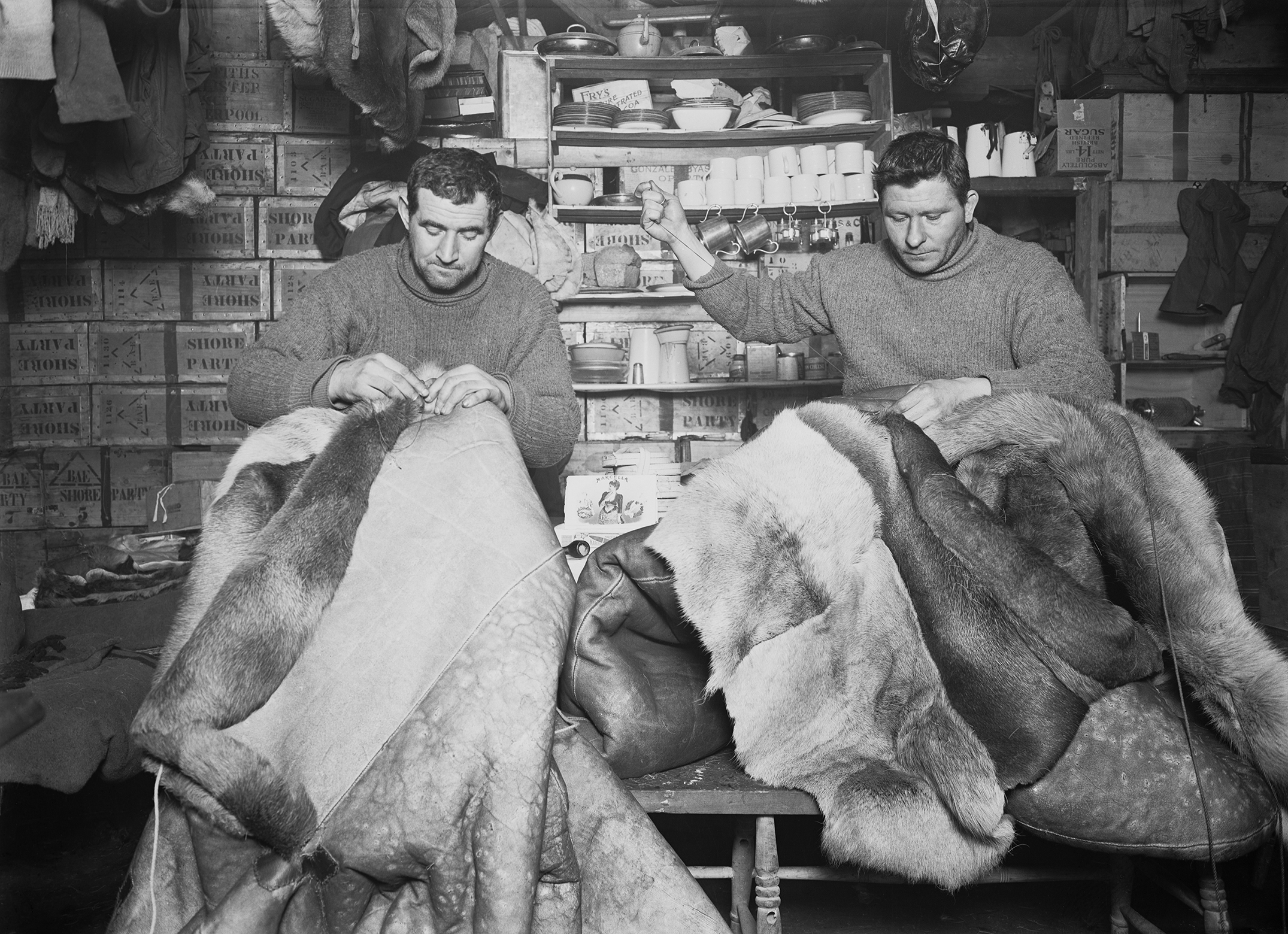
Edgar Evans et Crean réparant des sacs de couchage en mai 1911, photographie de Herbert Ponting, 1911.

Alors qu'ils effectuent le retour de 1 100 kilomètres jusqu'au camp de base, le groupe de Crean perd la piste vers le glacier Beardmore et fait un long détour autour d'une grande cascade de glace. En raison de l'insuffisance des rations alimentaires et de la nécessité d'atteindre leur prochain dépôt d'approvisionnement, Les trois hommes prennent alors la décision de se laisser glisser de 600 mètres, sur leur traîneau, le long de la cascade de glace, esquivant les crevasses et terminant leur descente en se renversant sur une crête de glace. Evans écrit plus tard : « Comment nous […] sommes [revenus] complètement indemnes [de cela] est au-delà de [ma compréhension] ». Les hommes atteignent le dépôt deux jours plus tard, malgré leur difficulté à traverser le glacier. Lashly écrit : « Je ne peux pas décrire le labyrinthe dans lequel nous sommes entrés et les [difficultés] que nous avons dû traverser ». Dans ses tentatives pour trouver le chemin, Evans enlève ses lunettes et souffre de photokératite, ce qui l'oblige à renoncer à guider le groupe.
Lorsque le groupe est finalement libéré du glacier en atteignant la surface plane de la barrière de glace, Evans commence à montrer les premiers symptômes du scorbut. Au début du mois de février, ses articulations sont touchées, le faisant énormément souffrir. Grâce aux efforts de ses coéquipiers, le groupe peut poursuivre sa route, atteignant One Ton Depot le 11 février, tandis qu'Evans s'effondre à l'arrivée,.

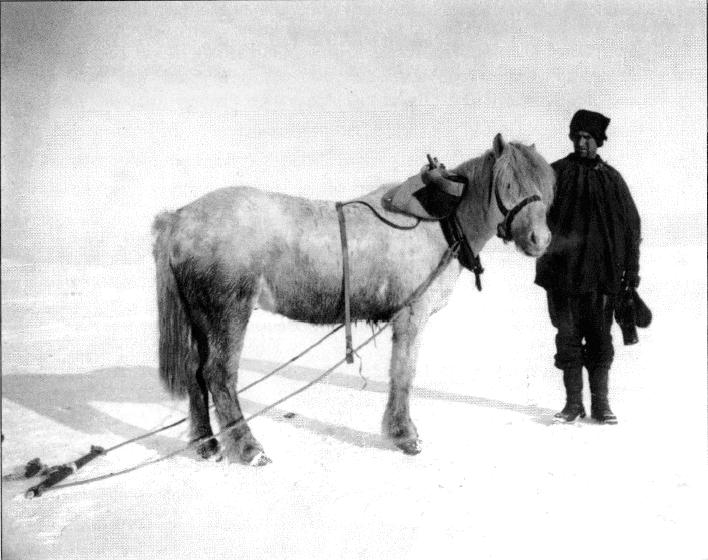
Tom Crean et le poney « Bones » en octobre 1911.

Alors qu'il leur reste encore 160 kilomètres à parcourir avant de trouver abri à Hut Point, Crean et Lashly doivent convoyer Evans sur un traîneau. Le 18 février, ils arrivent à Corner Camp, à 56 kilomètres de Hut Point, avec seulement un ou deux jours de rations alimentaires et encore quatre ou cinq jours de marche à faire. Ils décident alors de laisser Crean continuer seul, pour aller chercher de l'aide. Avec seulement un peu de chocolat et trois biscuits sur lui, sans tente ni équipement de survie, Crean parcourt la distance jusqu'à Hut Point en dix-huit heures, juste avant qu'un blizzard — qui l'aurait probablement tué — arrive sur la région et retarde le sauvetage du reste de son équipe d'une journée et demie. Edward Atkinson ramène finalement Lashly et Evans au camp de base. Crean relate ainsi la situation : « il m'a donc fallu faire trente milles pour obtenir de l'aide, et seulement quelques biscuits et un bâton de chocolat pour le faire. J'étais très affaibli quand j'ai atteint l'abri ».
L'équipe de Scott quant à elle ne réussit pas à revenir du pôle Sud. Frank Debenham témoigne de la tristesse lorsque durant l'hiver de 1912 au cap Evans, le sort de Scott et des autres hommes devient quasiment certain. En novembre 1912, onze hommes partent à la recherche de l'équipe de Scott. Le 12 novembre, ils repèrent un cairn de neige, qui s'avère être la tente contenant les corps de Scott, Wilson et Bowers.
Le 12 février 1913, Crean et l'équipage restant du Terra Nova rejoignent à Lyttelton, en Nouvelle-Zélande, puis de là, l'Angleterre. Ils reçoivent des médailles polaires, remises par le roi George V et le prince Louis de Battenberg, le First Sea Lord, à Buckingham. Crean et Lashly reçoivent également la médaille Albert de 2e classe pour avoir sauvé la vie d'Evans, le 26 juillet 1913. Crean est promu au grade de « premier maître » (chief petty officer), avec un effet rétroactif au 9 septembre 1910.

### Expédition Endurance

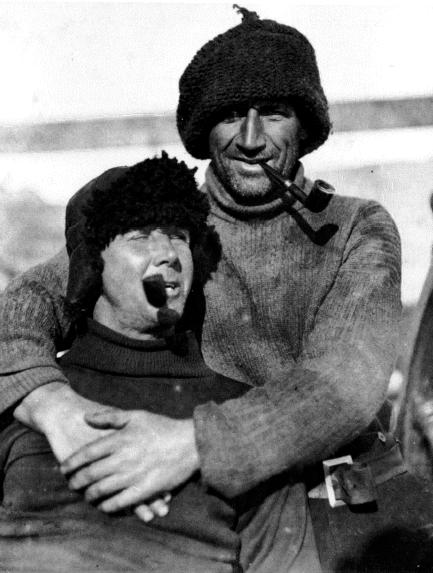
Tom Crean et Alfred Cheetham en 1914.

Shackleton connaît Crean depuis l'expédition Discovery et a confiance en lui,. Crean embarque à l'expédition Endurance le 25 mai 1914, avec le rang de second officier. En l'absence d'un musher embauché mais qui ne s'est pas présenté, Crean prend en charge l'une des équipes de chiens et participe ensuite aux soins et à l'éducation des chiots nés de l'un de « ses » chiens au début de l'expédition.
Le 19 janvier 1915, le navire de l'expédition, l'Endurance, se trouve pris dans la banquise de la mer de Weddell. Dans les premiers efforts pour le libérer, Crean manque d'être écrasé par un mouvement soudain de la glace. Le navire dérive dans la glace pendant des mois et coule finalement le 21 novembre. Shackleton informe ses hommes qu'ils transporteront donc la nourriture, l'équipement et trois embarcations de sauvetage à travers la banquise, jusqu'à une zone à terre, à 320 kilomètres. En raison des conditions de glace inégales, des crêtes créées par la pression des glaces et du danger de la rupture de la banquise qui peut séparer les hommes, ils abandonnent rapidement ce plan et décident de camper sur place dans l'espoir que la dérive dans le sens des aiguilles d'une montre les transporte à 640 kilomètres jusqu'à l'île Paulet où il y a un abri d'urgence approvisionné. La banquise ne rompt pas et permet aux hommes d'aller au-delà de l'île Paulet. L'équipage navigue ensuite, sur les trois embarcations de sauvetage jusqu'à l'île de l'Éléphant, un voyage qui dure cinq jours. Crean et Hubert Hudson, l'officier navigant de l'Endurance, pilote leur embarcation. Hudson tombe malade et Crean doit suppléer,.
En arrivant à l'île de l'Éléphant, Shackleton désigne les « quatre hommes les plus aptes », dont Crean fait partie, à trouver un terrain où camper en sécurité. Shackleton décide qu'au lieu d'attendre un improbable sauvetage par un autre navire, l'équipage doit renforcer l'une des embarcations de sauvetage, qui servira à un groupe d'hommes pour tenter de rejoindre la Géorgie du Sud et organiser le sauvetage du reste du groupe. Le menuisier Harry McNish, aidé par plusieurs marins commence ainsi à modifier le canot —  James Caird —, en prévision de cette tentative de sauvetage. Crean doit d'abord rester avec Frank Wild, qui dirige l'équipe restant sur l'île de l'Éléphant, puis avec l'accord de Shackleton, il fait à sa demande partie de l'équipage des six hommes partant.

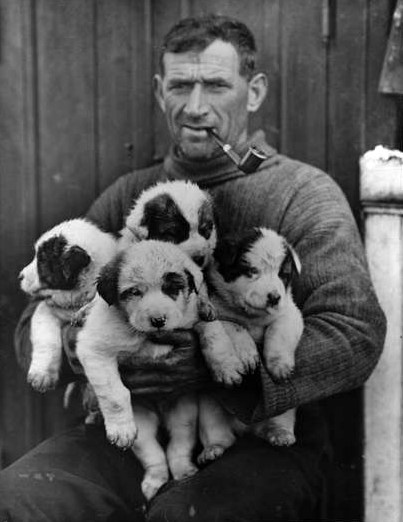
Crean avec les chiots Roger, Nell, Toby et Nelson durant l'expédition Endurance, photographie de Frank Hurley.

Le voyage de 1 500 kilomètres jusqu'en Géorgie du Sud, décrit par l'historienne polaire Caroline Alexander comme l'un des exploits les plus extraordinaires de navigation de l'histoire, dure dix-sept jours à travers les rafales de vent. Après être partis le 24 avril 1916 avec un équipement de navigation rudimentaire, ils atteignent la Géorgie du Sud le 10 mai 1916.
Le groupe accoste la baie du roi Haakon, lieu inhabité situé au sud de la Géorgie. En effet, rejoindre la côte nord et les stations baleinières représente le risque d'être entraîné par les vents dans l'océan Atlantique. Le plan original est d'emmener le James Caird en longeant la côte, mais le safran du bateau s'est rompu, et certains membres de l'équipe sont, selon Shackleton, inaptes à poursuivre le voyage. Les trois hommes les plus en forme, Shackleton, Crean et Frank Worsley, décident de parcourir 48 kilomètres à travers les montagnes glacées du centre de l'île, au cours d'un voyage qui durera trente-six heures jusqu'à la station baleinière habitée la plus proche.
Cette marche est la première traversée connue de l'île montagneuse et elle est achevée sans tente, sac de couchage ou carte ; le seul matériel d'alpinisme étant une herminette de menuisier, une longueur de corde et des vis du bateau qui sont attachés à leurs bottes pour servir de crampons. Ils arrivent à la station de chasse à la baleine de Stromness, fatigués et sales, les cheveux longs et emmêlés, les visages noircis par des mois de chauffage d'appoint à la graisse. Ils s'organisent rapidement pour qu'un bateau récupère les trois hommes laissés de l'autre côté de l'île, puis par la suite, il faut trois mois et quatre tentatives à Shackleton pour sauver les vingt-deux derniers hommes toujours sur l'île de l'Éléphant.

### Vie postérieure

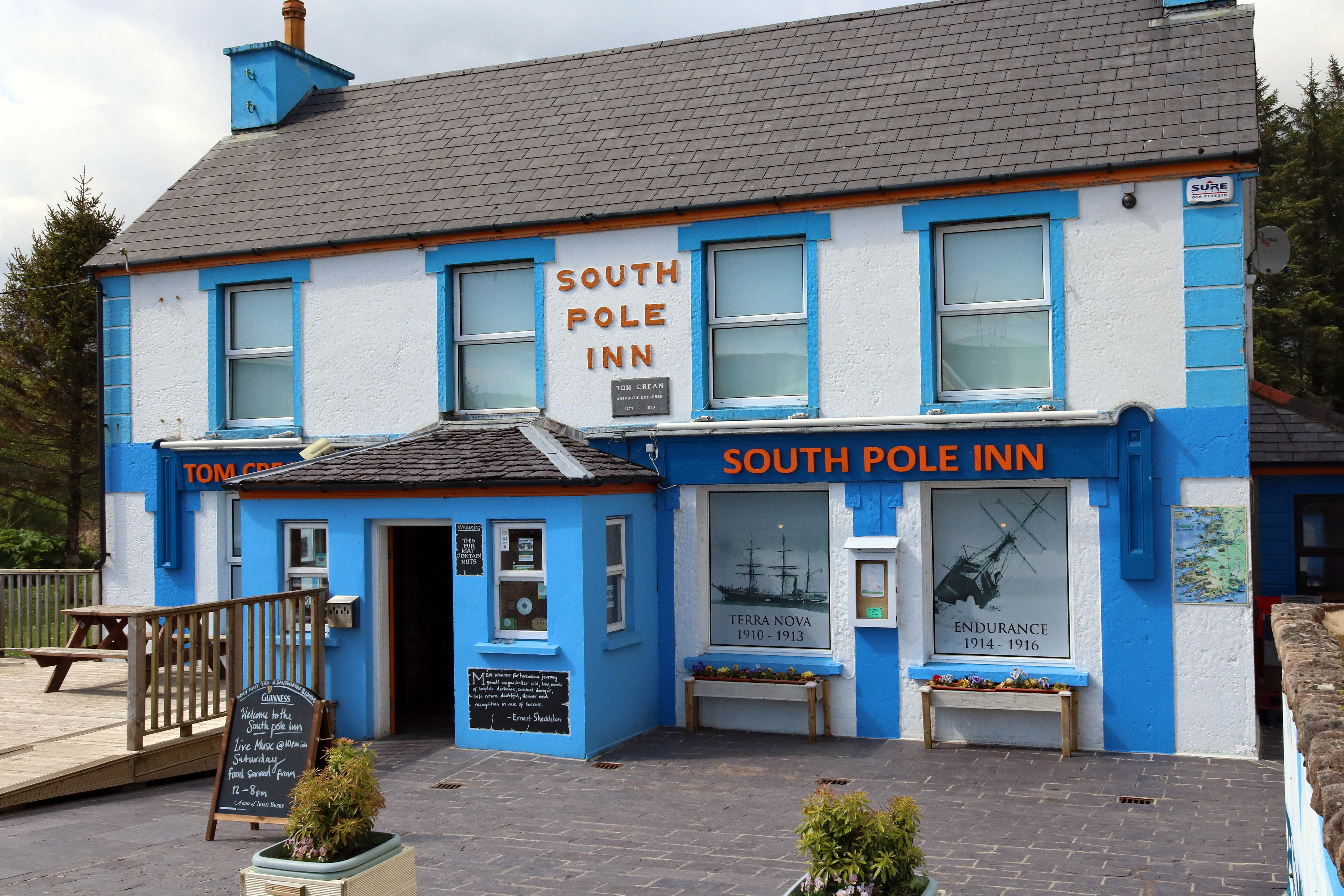
Le South Pole Inn d'Annascaul.

En novembre 1916, Crean reprend ses fonctions dans la marine. Le 15 décembre 1916, il est promu au grade d'adjudant (warrant officer) en tant que bosco, en reconnaissance de son service sur l'Endurance et reçoit sa troisième médaille polaire. Il épouse Ellen Herlihy le 5 septembre 1917, puis Crean sert durant la Première Guerre mondiale.
Au début des années 1920, Shackleton organise une autre expédition antarctique, plus tard connue sous le nom d'expédition Shackleton-Rowett. Il invite Crean à le rejoindre, avec d'autres officiers de l'Endurance. Néanmoins, comme sa femme accouche bientôt de leur deuxième fille et souhaitant ouvrir une entreprise après sa carrière navale, Crean décline l'invitation de Shackleton. Lors de sa dernière mission navale, avec le HMS Hecla, Crean est victime d'une chute qui affecte sa vision. En conséquence, il est mis à la retraite pour raisons médicales le 24 mars 1920. Le couple ouvre une auberge appelée South Pole Inn (« Auberge du pôle Sud ») à Annascaul. Ils ont trois filles, Mary, Kate — morte en bas âge — et Eileen.
Toute sa vie, Crean observe une réserve à l'égard de ses exploits en tant qu'explorateur. À son retour à Kerry, il ne parle pas de l'Antarctique, ne donnant pas d'entretiens à la presse. Selon le journal The Guardian, il n'a pas raconté ses explorations à ses filles. Selon Eileen : « il a mis ses médailles et son épée dans une boîte […] et c'était tout […] c'était un homme très humble ».

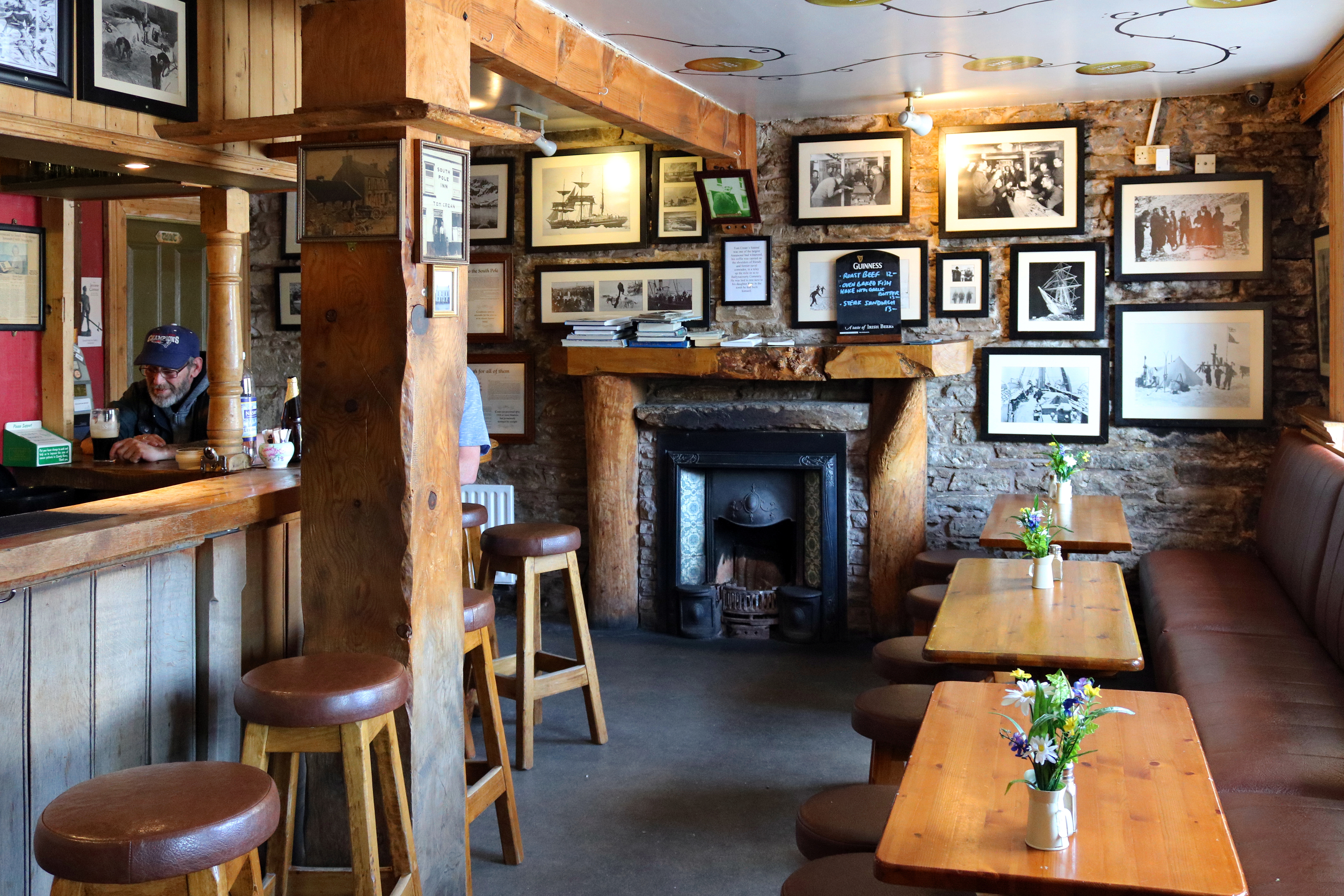
Des cadres commémoratifs au South Pole Inn.

Des spéculations ont été faites sur le fait que cela pourrait être en lien avec le fait que le comté de Kerry est un foyer de nationalisme irlandais et plus tard de républicanisme irlandais, et, avec le comté de Cork, un épicentre de la violence. La famille Crean a fait l'objet d'un raid des Black and Tans pendant la guerre d'indépendance irlandaise. Leur auberge est ainsi fouillée mais les militaires ne découvrent qu'un drapeau du Royaume-Uni et les souvenirs des nombreuses années de service de Crean dans la Royal Navy,.
Le frère aîné de Crean, Cornelius Crean, sergent dans la police royale irlandaise (RIC) pendant la guerre d'indépendance, est tué lors d'une embuscade de l'IRA près d'Upton, dans le comté de Cork, le 25 avril 1920.
En 1938, Crean souffre d'une appendicite. Il est emmené à l'hôpital le plus proche, mais faute de chirurgien, est transféré à l'hôpital Bon Secours de Cork. Il est opéré mais le retard pris provoque une infection qui s'est développée et, après une semaine passée à l'hôpital, il meurt le 27 juillet 1938, peu après son 61e anniversaire. Il est enterré dans le caveau familial — qu'il a lui-même creusé — au cimetière de Ballynacourty, dans le comté de Kerry.

## Postérité

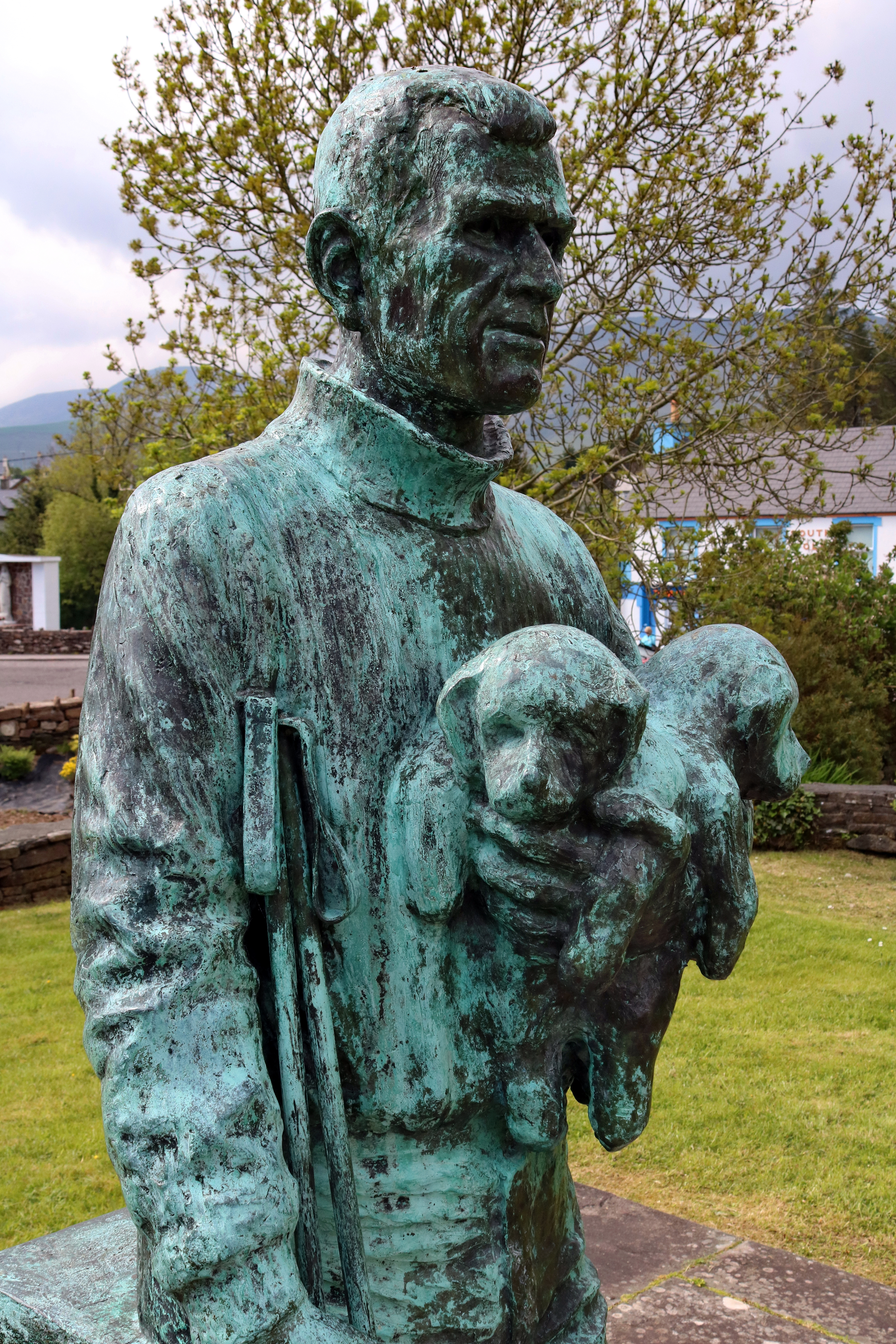
La statue de Crean d'Annascaul.

Deux sites sont nommés en son hommage : le mont Crean (2 630 mètres d'altitude) dans la Terre Victoria en Antarctique et le glacier Crean en Géorgie du Sud.
Son auberge est aujourd'hui une attraction touristique à Annascaul et est décorée avec des souvenirs des expéditions polaires. En 2003, une statue de bronze en son honneur a été inaugurée près de son auberge. L'explorateur est représenté appuyé contre une caisse en tenant une paire de bâtons de randonnée dans une main et deux de « ses » chiots dans l'autre.
Une série télévisée en sept parties, The Last Place on Earth (1985), raconte l'histoire de l'expédition de Scott au pôle Sud. Hugh Grant et Max von Sydow y sont notamment les têtes d'affiche, l'acteur irlandais Daragh O'Malley interprétant Crean. Dans le téléfilm britannique Shackleton (2002), c'est l'acteur Mark McGann (en) qui interprète Crean,.
Une pièce de théâtre, Tom Crean – Antarctic Explorer, est jouée en 2001 par l'auteur Aidan Dooley, y compris lors d'une représentation spéciale au South Pole Inn d'Annascaul.
Dans les années 2010, une campagne pour renommer l'aéroport de Kerry en l'honneur de Crean a eu un certain écho médiatique.
La compagnie aérienne Norwegian a annoncé en 2017, après l'accord de la famille de Crean, que la dérive de l'un de ses avions affectés à des liaisons en Irlande serait décorée avec un portrait de l'explorateur. Il rejoint ainsi, par exemple, le Norvégien Roald Amundsen dans cet honneur.
Dans un autre genre, Crean a inspiré une campagne de promotion pour une bière de l'Endurance Brewing Company.

Le club de football Kerry FC a fait un maillot (2024) pour lui rendre hommage.